# Labrisomus wigginsi
Labrisomus wigginsi är en fiskart som beskrevs av Hubbs, 1953. Labrisomus wigginsi ingår i släktet Labrisomus och familjen Labrisomidae. IUCN kategoriserar arten globalt som otillräckligt studerad. Inga underarter finns listade i Catalogue of Life.